# Cmentarz rodowy Kurnatowskich w Brudzewie
Cmentarz rodowy Kurnatowskich w Brudzewie – cmentarz rodowy rodziny Kurnatowskich, znajdujący się w Brudzewie, w miejscu zwanym „Łysą Górką“. Nazywany także cmentarzem dworskim.

## Historia
Powstanie cmentarza rodowego w Brudzewie wiąże się z tym, że rodzina Kurnatowskich (właściciele dóbr Brudzew, wyznawcy kalwinizmu) zawierała związki małżeńskie z katoliczkami (m.in. z rodziny Unrugów). 
Pierwszą osobą pochowaną na cmentarzu rodowym w Brudzewie był Wacław Kurnatowski, pierwszy starosta kolski po odzyskaniu niepodległości w 1918. Zmarł on w styczniu 1922 i pochowany został w grobowcu wybudowanym na skraju parku mieszczącego się przy brudzewskim dworku, gdyż nie mógł spocząć na cmentarzu katolickim. Propozycja utworzenia w tym miejscu cmentarza narodziła się w 1923. 23 czerwca 1923 proboszcz Marian Chwiłowicz donosił włocławskiemu konsystorzowi o chorobie żony Wacława Kurnatowskiego, Marii Unrug i na wypadek jej śmierci prosił o zgodę na pochowanie jej obok męża lub na wyświęcenie rodzinnego grobowca. Z podobną prośbą do władz kościelnych i świeckich wystąpiła dziedziczka majątku Cecylia Kurnatowska. Maria Unrug zmarła 2 lipca 1923, następnego dnia starosta kolski wydał pozwolenie na pochowanie jej obok męża oraz poparł pomysł utworzenia cmentarza rodowego. Zgodę na pochówek wydał też biskup Stanisław Zdzitowiecki. 
We wrześniu 1923 roku, Urząd Wojewódzki w Łodzi w piśmie skierowanym do starosty kolskiego wyjaśniał, że Kurnatowscy w sprawie utworzenia cmentarza powinni zwrócić się do władz kościelnych, a cmentarz można utworzyć, jeśli Kurnatowscy dalej będą uczestniczyli w pokrywaniu kosztów z utrzymywaniem brudzewskiego cmentarza katolickiego. 25 września 1925 Cecylia Kurnatowska wysłała odpis z tego pisma do biskupa włocławskiego, oświadczając, że brudzewski majątek dalej będzie ponosił koszty związane z utrzymywaniem cmentarza parafialnego. Przed wydaniem decyzji, włocławska Kuria Biskupia zwróciła się z prośbą o opinię do dziekana dekanatu kolskiego, ks. Wojciecha Gniazdowskiego, który poparł działania zmierzające do oficjalnego utworzenia cmentarza. W styczniu 1926 władze kościelne oficjalnie wydały zgodę na założenie cmentarza rodowego przy dworku w Brudzewie.
Na cmentarzu znajdował się jeden grobowiec, otoczony niewysokim, bielonym murkiem zwieńczonym dachówką. Przy tylnej krawędzi mogiły stał drewniany krzyż, za nim pnąca róża, a wzdłuż murku znajdowały się rabaty kwiatowe. Oprócz Wacława Kurnatowskiego i Marii Unrug, na cmentarzu pochowano także ich córkę Cecylię Kurnatowską (zm. 1938) oraz zmarłych w niemowlęctwie wnuków: Marka Gutta (zm. 1922) i Krzysztofa Morsztyna (zm. 1924). Po wybuchu II wojny światowej rodzina Kurnatowskich została zmuszona do opuszczenia Brudzewa, a dwór został przejęty przez Niemców. Po zakończeniu wojny członkowie rodziny nie powrócili do Brudzewa, w dworku urządzono szkołę, a cmentarz popadał w ruinę. Nie ma już na nim śladu grobowca.
W 2005 staraniem Towarzystwa Przyjaciół Brudzewa cmentarz został odrestaurowany i co roku odbywają się na nim ekumeniczne spotkania modlitewne. Cmentarz figuruje w gminnej ewidencji zabytków.